# Женщина в песках (фильм)
«Женщина в песках» (яп. 砂の女) — кинофильм Хироси Тэсигахары, вышедший на экраны в 1964 году. Экранизация одноимённого романа Кобо Абэ.
Фильм был включён в Criterion Collection в составе сборника из трёх фильмов Тэсигахары по Кобо Абэ (вместе с «Чужим лицом» и «Западнёй»), несколькими короткометражными фильмами и документальным фильмом о сотрудничестве режиссёра и писателя.

## Сюжет
Энтомолог-любитель Ники Дзюмпэй, охотясь за насекомыми в пустыне, опаздывает на последний автобус, и местные жители приглашают его переночевать в их деревне в доме у молодой женщины. Дом оказывается на самом дне ямы в песке, куда Дзюмпэя спускают по верёвочной лестнице. Хозяйка дома, молодая вдова, занимается тем, что каждый день должна выгребать песок, наносимый песчаными бурями, иначе песок может поглотить её дом и всю деревню.
На следующее утро Дзюмпэй обнаруживает, что лестница исчезла, а он оказался пленником в этой яме и теперь должен помогать женщине в её работе. Поначалу он всячески противится этому, пытается сбежать, но после нескольких бесплодных попыток, смиряется с положением.

## В ролях
- Эйдзи Окада — Ники Дзюмпэй
- Кёко Кисида — женщина
- Хироко Ито — жена Ники
- Кодзи Мицуи
- Сэн Яно
- Киндзо Сэкигути

## Награды и номинации
- 1964 — специальный приз жюри Каннского кинофестиваля (Хироси Тэсигахара)[2]
- 1965 — номинация на премию «Оскар» за лучший фильм на иностранном языке
- 1965 — две премии «Голубая лента»: за лучший фильм и за лучшую режиссуру (Хироси Тэсигахара)
- 1965 — 4 премии «Майнити»: лучший фильм (Хироси Тэсигахара), лучший режиссёр (Хироси Тэсигахара), лучшая музыка (Тору Такэмицу), лучшая работа художника (Тотэцу Хиракава, Масао Ямадзаки)
- 1966 — номинация на премию «Оскар» за лучшую режиссуру (Хироси Тэсигахара)

## Художественные особенности
«Женщина в песках», по словам режиссёра Хироси Тэсигахара, представляет собой документальную фантазию. Как и другие похожие сюжетно произведения (например, «За закрытыми дверями» Жана-Поля Сартра, «Ангел-истребитель» Луиса Бунюэля или «Счастливые дни» Сэмюэла Беккета), фильм «Женщина в песках» является аллегорией. Прежде всего это аллегория конфликта между Востоком и Западом с их различным отношением к свободе и жизни: главный герой Ники в начале фильма является воплощением человека западного типа, он одет в одежду европейского покроя, он амбициозен, ценит научный подход к жизни и свидетельства материального благополучия, однако при этом он эмоционально далёк от окружающего мира, он всего лишь один из миллионов жителей Токио с его многочисленными документами и расписаниями. В течение многих месяцев жизни в песках Ники проходит эволюцию от возмущения судьбой до смирения, он теряет все свидетельства прошлой жизни (например, в конце он одет уже в национальную одежду) и утрачивает даже желание покинуть место своего заточения, зато приобретает внутреннюю свободу. Здесь сказывается влияние на фильм философии даосизма с его призывом быть в гармонии с миром, а не противостоять ему.
Критики отмечали стилистическое, визуальное совершенство ленты, её напряжённый эротизм, мастерство, с которым были сняты дюны, движущиеся подобно живому существу. По словам Алексея Дунаевского, критика была восхищена мастерством «изобразительного стиля („фотографический гипернатурализм“) этого фильма, сочетающего в себе элементы философской сказки и эротической драмы».